# 长叶酸藤子
长叶酸藤子（学名：Embelia longifolia）为紫金牛科酸藤子属下的一个种。

## 扩展阅读
- 維基物種上的相關：长叶酸藤子